# أوفي شونينغ
أوفي شونينغ (بالإنجليزية: Uwe Schöning)‏ (ولد في 28 ديسمبر 1955) وهو عالم حاسوب ألماني معروف بأبحاثه في نظرية التعقيد الحسابي.

## تعليمه وحياته
حصل شونينغ على درجة الدكتوراه من جامعة شتوتغارت في عام 1981، تحت إشراف ولفرام شوابهاوسر. وهو أستاذ في معهد المعلوماتية النظرية بجامعة أولم.

## مساهماته
قدم أوفي شونينغ التسلسل الهرمي المنخفض والعالي لنظرية التعقيد الهيكلي في عام 1983. تلعب هذه التسلسلات دورًا هامًا في تعقيد مشكلة تشابه الشكل البياني، والتي طورها شونينغ في دراسة عام 1993 مع كيبلر وتوران.
في ورقة FOCS عام 1999، أظهر شونينغ خوارزمية WalkSAT، وهي خوارزمية عشوائية تم تحليلها مسبقًا من أجل 2-satisfability من قبل باباديميتريو.
اخترع شونينغ لغات البرمجة التربوية LOOP، GOTO، و WHILE، والتي وصفها في كتابه المدرسي بعنوان «علم الكمبيوتر النظري».

## وصلات خارجية
- Google scholar profile